# NGC 1983
NGC 1983 (другое обозначение — ESO 56-SC133) — рассеянное скопление с эмиссионной туманностью в созвездии Золотой Рыбы, расположенное в Большом Магеллановом Облаке. Открыто Джоном Гершелем в 1836 году.
У наименее ярких звёзд скопления наблюдается сегрегация масс, хотя у наиболее ярких она отсутствует. Возраст NGC 1983 составляет 28 миллионов лет.
Этот объект входит в число перечисленных в оригинальной редакции «Нового общего каталога».